# Тур Румынии 2024
56-й выпуск Тура Румынии — шоссейной многодневной велогонки по дорогам Румынии. Гонка прошла с 14 по 18 августа 2024 года в рамках Европейского тура UCI 2024. Победителем стал казахстанский велогонщик Ильхан Достиев.

## Участники
Всего в гонке приняло участие 25 команд.
| UCI Continental Teams (18)- Équipe continentale Groupama-FDJ - Astana Qazaqstan Development Team - Voster ATS Team - ATT Investments - Team Felt Felbermayr - MENtoRISE MLMsuperstars - Vini Monzon-Savini Due-OMZ - Lubelskie Perła Polski - Elkov-Kasper - UM Tools Caffè Mokambo - Illes Balears Arabay Cycling - Universe Cycling Team - WSA KTM Graz - Rembe Pro Cycling Team Sauerland - Team Storck-Metropol Cycling - Team Skyline - Team Novak - Vino SKO Team Национальная сборная- Румыния Любительские, клубные или региональные команды (6)- Banat Cycling Academy - BK Pljevlja - UVT-Devron West Cycling Team - Dinamo Zagreb - Levski-Nessebar Regional Team - Karcag Cycling |
| |

## Маршрут
Гонка состояла из пяти этапов.
| Этап | Дата   | Маршрут | type      | Длина (км) | Победитель    | Лидер генеральной классификации |
| ---- | ------ | ------- | --------- | ---------- | ------------- | ------------------------------- |
| 1    | 14 авг |         | холмистый |            | Лукаш Кубис   | Лукаш Кубис                     |
| 2    | 15 авг |         | горный    |            | Рудольф Ремхи | Рудольф Ремхи                   |
| 3    | 16 авг |         | холмистый |            | Lewis Bower   | Рудольф Ремхи                   |
| 4    | 17 авг |         | холмистый |            | Иван Смирнов  | Ильхан Достиев                  |
| 5    | 18 авг |         | равнинный |            | Lewis Bower   | Ильхан Достиев                  |

## Ход гонки
На втором этапе велогонки гонщики команды Astana Qazaqstan Development Team заняли весь пьедестал почёта. Рудольф Ремхи стал первым, Ильхан Достиев — вторым, а Давиде Тонеатти — третьим. Ильхан Достиев надел майку лидера после четвёртого этапа, на котором лидировавший в общем зачёте Рудольф Ремхи не смог продолжить гонку после падения на спуске после прохождения двух первых подъёмов. На третьем этапе стажер команды Astana Qazaqstan Иван Смирнов занял второе место, а на четвёртом этапе он стал победителем. Заключительный, пятый этап с дистанцией 98 километров проходил в столице Румынии — Бухаресте. Помимо первых двух мест в общем зачёте, Astana Qazaqstan Development Team также одержала победы в горной классификации и в классификации лучшего молодого гонщика, став лучшей командой гонки. Гонщик команды Astana Qazaqstan Development Team Ильхан Достиев стал победителем общего зачёта, его напарник по команде Давиде Тонеатти занял второе место в общем зачёте. Команда Astana Qazaqstan Development одержала победы на втором и четвёртом этапах.

## Лидеры классификаций
| Этап |           | Победитель _  | Генеральная классификация _ |
| ---- | --------- | ------------- | --------------------------- |
| 1    | холмистый | Лукаш Кубис   | Лукаш Кубис                 |
| 2    | горный    | Рудольф Ремхи | Рудольф Ремхи               |
| 3    | холмистый | Lewis Bower   | Рудольф Ремхи               |
| 4    | холмистый | Иван Смирнов  | Ильхан Достиев              |
| 5    | равнинный | Lewis Bower   | Ильхан Достиев              |
| Итог | Итог      |               | Ильхан Достиев              |

## Итоговые классификации
| \| Генеральная классификация \| Генеральная классификация \| Генеральная классификация \| Генеральная классификация \| Генеральная классификация \| \| Гонщик \| Гонщик \| Команда \| Время \| \| \| ------------------------- \| ------------------------- \| --------------------------------- \| ------------------------- \| ------------------------- \| \| 1-й \| Ильхан Достиев \| Astana Qazaqstan Development Team \| 18ч 50' 06 \| \| \| 2-й \| Давиде Тонеатти \| Astana Qazaqstan Development Team \| + 1' 11 \| \| \| 3-й \| Лукаш Кубис \| Elkov-Kasper \| + 1' 29 \| \| |                 |                                   |            |
| |                 |                                   |            |
| Источник: ProCyclingStats |                 |                                   |            |
| Генеральная классификация |                 |                                   |            |
| Гонщик | Гонщик          | Команда                           | Время      |
| 1-й | Ильхан Достиев  | Astana Qazaqstan Development Team | 18ч 50' 06 |
| 2-й | Давиде Тонеатти | Astana Qazaqstan Development Team | + 1' 11    |
| 3-й | Лукаш Кубис     | Elkov-Kasper                      | + 1' 29    |